# حسن زقلام
حسن مختار زقلام هو مراجع حسابات وسياسي ليبي وُلدَ في مدينة طرابلس عام 1945. اشتهر في الداخل الليبي بعدما عُين كوزير للمالية في 22 تشرين الثاني/نوفمبر 2011 من قبل عبد الرحيم الكيب.